# Thomas Roseingrave
Thomas Roseingrave (Winchester (comtat de Hampshire), 1690 o 1691 – Dún Laoghaire (comtat de Dublín), 23 de juny, 1766), com el seu pare Daniel Roseingrave, va ser un compositor i organista irlandès nascut a anglès.

## Joventut
Va néixer a Winchester, on el seu pare Daniel Roseingrave era l'organista de la catedral, però va passar els seus primers anys a Dublín, estudiant música amb el seu pare (que, aleshores, era organista tant de la catedral de Sant Patrici de Dublín com de la catedral de Christ Church de Dublín). El 1707 va ingressar al Trinity College però no va acabar la carrera. El 1710 va ser enviat a Itàlia amb l'ajuda financera de la catedral de Sant Patrici de Dublín (premiat el 1709) per "perfeccionar-se en l'art de la música". A Venècia va conèixer Domenico Scarlatti i va quedar molt impressionat pel seu art al clavicèmbal. Va seguir a Scarlatti a Nàpols i Roma i, més tard, va publicar una edició de les sonates per a clavecí de Scarlatti que va donar lloc a un "culte a Scarlatti" a Anglaterra.
Roseingrave va compondre diverses obres a Itàlia, incloent un himne i una cantata. Va tornar a Anglaterra l'any 1717 (viatjant d'Itàlia cap a Dublín el 1713). El 1720 va produir l'òpera de Scarlatti Amor d'un'ombra e gelosia d'un'aura sota el títol Narciso al Teatre Haymarket, a la qual va afegir dues àries i dos duets propis. Va ser nomenat organista de St George's, Hanover Square, el 1725. Es va fer conegut com un improvisador consumat, especialment de fugues. Tenia una gran admiració per la música de Palestrina i era molt hàbil en l'escriptura contrapuntística. Segons Charles Burney, podia llegir la música més difícil.

## Anys posteriors
A la dècada de 1730 estava a l'altura de la seva tècnica i habilitat. Tanmateix, la seva exitosa carrera va acabar quan se li va negar el permís per casar-se amb una jove de la qual s'havia enamorat. El seu pare no li permetia casar-se amb un músic. La decepció va afectar psicològicament a Roseingrave; el seu comportament es va tornar irracional de vegades, i va descuidar els seus deures. Finalment es va retirar a Dublín el 1747 on va viure amb el seu nebot William a Dún Laoghaire. A Irlanda, principalment sembla haver passat la seva jubilació, amb una notable excepció la primera i única representació de la seva òpera Fedra i Hipòlit el 6 de març de 1753 a Dublín. Va morir a Dún Laoghaire el 1766 i va ser enterrat a la tomba de la seva família al cementiri de la catedral de Sant Patrici, Dublín.

## Avaluació
Les millors composicions de Roseingrave són les seves obres per a teclat que mostren sorprenent ment poca influència dels compositors continentals. Les seves obres per a clavicèmbal reflecteixen ocasionalment la influència de Scarlatti, però les obres d'orgue s'acosten més a l'estil anglès de Purcell i Blow. De vegades són molt cromàtiques, reflectint l'enfocament dissonant de la música anglesa com les fantasies de viola de Purcell. Mostren un fraseig i una forma irregulars, cosa que suggereix que podrien haver sorgit d'actuacions lliurement exterioritzades per les quals havia estat tan famós. També va escriure solos per a flauta i cantates italianes. Els seus contemporanis sovint el criticaven per la seva "harmonia dura i ingrata, i modulacions extravagants i llicencioses". La majoria dels compositors anglesos del segle XVIII havien adoptat l'estil italianitzant a la manera handeliana, i les orelles dels amants de la música anglesos s'estaven acostumant a l'harmonia i la forma més fàcils de l'estil galant. Així, la música de Roseingrave hauria semblat a molts massa intel·lectual i antiga.
Un factor que va portar a augmentar l'estima per Roseingrave al segle XX (tot i que fins i tot ara la seva música s'escolta poques vegades en concert, en lloc d'incloure's en els enregistraments) va ser l'entusiasme demostrat per la seva producció de Constant Lambert. De fet, Lambert va supervisar les primeres edicions modernes de diverses peces de Roseingrave.

## Enregistraments
Citat selectivament de Klein (2001)
- De: Vuit suites de lliçons per a clavecí o fila (1728):
  - Suite núm. 1 en mi bemoll major;
  - Suite núm. 5 en fa menor;
  - Suite núm. 6 en mi menor;
  - Suite núm. 7 en sol major. Enregistrat per Paul Nicholson a Hyperion CDA 66564 (CD, 1992).
- [Del mateix] Suite núm. 8 en sol major. Enregistrat per Douglas Gunn a Melrose Music MM CD-101 (CD, 1996).
- Voluntarys and Fugues made on Purpose for the Organ or Harpsichord  (1728): Voluntari núm. 2 en sol menor. Enregistrat per Jennifer Bate (org) a Unicorn-Kanchana DKP 9096 (CD, 1990).
- [Del mateix] Fuga núm. 13 en mi menor. Enregistrat per Jennifer Bate (org) a Unicorn-Kanchana DKP 9104 (CD, 1991).
- [Del mateix] Voluntari núm. 4 en sol menor; Voluntari número 7 en sol menor; Voluntari no 8 en sol menor; Fuga núm. 6 en fa major; Fuga núm. 10 en sol major. Enregistrat per Paul Nicholson a Hyperion CDA 66564 (CD, 1992).
- De: Dotze solos per a flauta i baix continu (1730):
  - Sonata núm. 2 en re major;
  - Sonata núm. 3 en sol major;
  - Sonata núm. 9 en re major. Enregistrat per Douglas Gunn (fl), Carol O'Connor (vc), Brian McKay (hpd) a Melrose Music MM CD-101 (CD, 1996).
- Introducció en sol menor (1739). Enregistrat per Douglas Gunn a Melrose Music MM CD-101 (CD, 1996)
- Concert per a teclat en re major (c.1740). Reconstrucció a partir d'una partitura solista de clavecí. Enregistrat per Paul Nicholson (org) amb Parley of Instruments Baroque Orchestra dirigida per Peter Holman a Hyperion CDA 66700 (CD, 1994); reeditat com a CDH 55341 (CD, 2009).
- [igual], partitura solista de clavecí original. Enregistrat per Paul Nicholson (hpd) a Hyperion CDA 66564 (CD, 1992).
- De: Sis dobles fugues per a orgue o clavecí (1750): Doble fuga núm. 3 en fa major; Doble Fuga núm. 4 en mi menor. Enregistrat per Paul Nicholson a Hyperion CDA 66564 (CD, 1992).